# Pleurotomella aguayoi
Pleurotomella aguayoi is een slakkensoort uit de familie van de Raphitomidae. De wetenschappelijke naam van de soort is voor het eerst geldig gepubliceerd in 1953 door Carcelles.